# Eugeen Van Roosbroeck

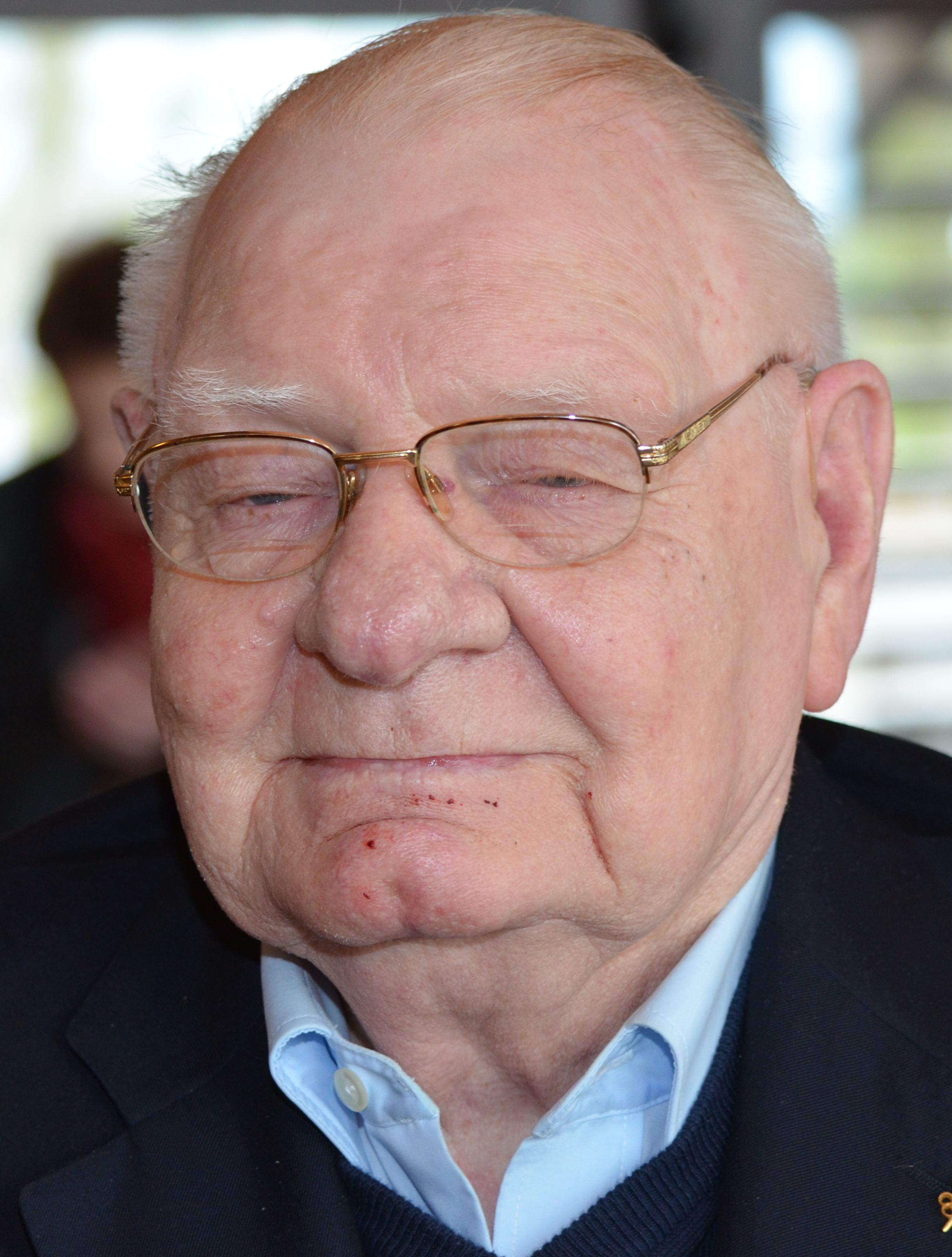
Eugeen Van Roosbroeck (2012)

Eugeen Van Roosbroeck (* 13. Mai 1928 in Noorderwijk, Herentals; † 28. März 2018 in Westerlo) war ein belgischer Radrennfahrer und Olympiasieger im Radsport.

## Sportliche Laufbahn
Van Roosbroeck  (auch Eugène Van Roosbroeck)  war Teilnehmer der Olympischen Sommerspiele 1948 in London. Beim Sieg von José Beyaert  im olympischen Straßenrennen wurde er als 12. klassiert. Mit der belgischen Mannschaft (mit Léon De Lathouwer und Lode Wouters) gewann er die Goldmedaille in der Mannschaftswertung. Zuvor war ein Etappensieg in der Limburg-Rundfahrt sein bedeutendster Erfolg als Amateur gewesen.
1949 gewann er die Tour du Hainaut vor Désiré Keteleer. In jenem Jahr wurde er Berufsfahrer im Radsportteam Alcyon-Dunlop, in dem Raymond Impanis Kapitän war. 1952 siegte er im Omloop der Vlaamse Gewesten.
Bei den Monumenten des Radsports war sein bestes Resultat der 6. Platz in der Flandern-Rundfahrt 1950.